# 11º Reggimento bersaglieri
L'11º Reggimento bersaglieri è un'unità dell'Esercito Italiano di stanza a Orcenico Superiore e inquadrato nella 132ª Brigata corazzata "Ariete". Fu impiegato in Libia nella guerra italo-turca, dove si meritò una medaglia d'oro al valor militare, e nelle successive due guerre mondiali, servendo in quest'ultima prevalentemente in Jugoslavia. Dal secondo dopoguerra è stato inviato nelle varie missioni all'estero a cui ha preso parte l'Italia: Joint Guardian e Joint Enterprise in Kosovo, Antica Babilonia in Iraq, Leonte in Libano e ISAF in Afghanistan.

## Storia

### Le origini
L'11º Reggimento bersaglieri venne costituito a Caserta (secondo un'altra fonte a Verona) il 16 settembre 1883 con il contributo del 1°, del 4° e del 7º Reggimento bersaglieri che cedettero, rispettivamente, il XV, il XXVII e il XXXIII Battaglione.
Tra il 1895 e il 1896 concorse alla formazione di quattro battaglioni che vennero inviati in Africa orientale, di cui uno combatté nella battaglia di Adua. Nel 1900 una compagnia dell'11º bersaglieri fece parte del corpo di spedizione italiano in Cina, comandato dal colonnello dei bersaglieri Vincenzo Garioni, inquadrata nel battaglione bersaglieri "Estremo Oriente".
Nel 1910 al reggimento si aggiunse l'XI Battaglione bersaglieri ciclisti e, nel 1912, un quinto battaglione, il XXXIX Battaglione bersaglieri.
Allo scoppio della guerra italo-turca, l'11º venne inviato in Libia e fu protagonista, il 23 ottobre 1911, del fatto d'arme presso l'oasi di Sciara Sciatt, per il quale meritò la medaglia d'oro al valor militare.

### Prima guerra mondiale

#### 1915-1916
Nel 1913 il XV Battaglione venne inviato in Libia dove rimase fino alla fine del maggio 1918, mentre il resto del Reggimento era di stanza in Ancona. In sostituzione del XV Battaglione giunse il XXXIX Battaglione. Il Reggimento inquadrava anche l'XI Battaglione ciclisti, che tuttavia combatté la prima guerra mondiale distaccato presso altre unità.
Nel marzo 1915, poco prima dell'entrata dell'Italia nel primo conflitto mondiale, l'11º bersaglieri si spostò al nord fra Nimis e Attimis, oltrepassando quindi il fiume Natisone il 24 maggio seguente occupando poi Bergogna, Stanovišče e Saga (27 maggio), attestandosi tre giorni dopo sulla linea Polounik-Baban-Jama Planina-Monte Stol. Il 14 agosto l'unità iniziò l'offensiva che sei giorni dopo portò alla conquista degli abitati di Poljanica, Pod Turo e Podklopce, riprendendo l'avanzata, temporaneamente assegnata alla Brigata "Aosta", il 23 agosto; in particolare, il XXVII Battaglione arrivò fino a Plezzo, venendo qui fermato dall'artiglieria austro-ungarica che bloccò anche il XXXIII Battaglione vicino Dvor. Di conseguenza, il comando italiano optò per una pausa delle operazioni nel settore. Il 6 settembre l'11º bersaglieri cominciò i movimenti per rilevare il 6º Reggimento bersaglieri, riprendendo l'attacco contro la conca di Plezzo e il Passo della Moistrocca l'11 seguente, dopo un fuoco preliminare dell'artiglieria: i battaglioni del reggimento raggiunsero i rispettivi obiettivi avanzando verso altre quote, ma un contrattacco austro-ungarico del 19 settembre obbligò i fanti italiani a ritirarsi dal monte Vršič. L'11º Reggimento bersaglieri, che fino a quel momento aveva perso in combattimento 808 soldati, si preoccupò quindi di rafforzare le proprie posizioni prima di riprendere, il 18 ottobre, l'offensiva contro i monti Javorcek e Golobar, che tuttavia si interruppe il 28 ottobre senza risultati degni di nota.
Ancora nel settore dello Javorcek, tra il 24 e il 26 gennaio 1916 l'11º Reggimento bersaglieri venne sostituito dal 9º Reggimento bersaglieri e inviato a riposo a Serpenizza e Čezsoča. Proprio col 9º Bersaglieri l'11º costituì, l'11 febbraio, la II Brigata bersaglieri. Mentre il XXXIX Battaglione rimase sulla sponda destra dell'Isonzo, il XXVII e il XXXIII rilevarono il Battaglione alpini "Exilles" sul monte Cukla, rimanendovi per circa un mese. Il XXXIII venne quindi inviato il 18 marzo in Carnia, nelle posizioni della Val Degano, dove condusse audaci sortite contro le posizioni nemiche ivi dislocate, presto raggiunto dal resto del Reggimento che alla fine di aprile risultava schierato in Val Dogna. Gli uomini si alternarono fino a novembre sulla prima linea respingendo gli attacchi austro-ungarici organizzando, al tempo stesso, alcuni pattugliamenti offensivi tra cui spiccarono quelli sulle quote del Granuda Berg (16 luglio) e del Monte Nero (18-19 luglio) e contro il ponte ferroviario del fiume Fella. Rilevato dal 15º Reggimento bersaglieri, l'11º venne trasferito nel Basso Isonzo il 10 novembre con il resto della II Brigata, che nel frattempo si era vista sostituire il 9º Bersaglieri con il 7º Bersaglieri.

#### 1917-1918
Il 1º gennaio del nuovo 1917 la II Brigata bersaglieri, rilevata dalla Brigata "Bari", venne posta a riposo. L'11º Reggimento bersaglieri passò questo breve periodo di pausa (durato fino al 9) tra Palazzatto e Bozzatta (attuale provincia di Udine), venendo raggiunto il 19 dall'ordine di spostarsi sulla sinistra dell'Isonzo. Raggiunta la località di Pieris, il XXXIII Battaglione venne dislocato a Ronchi di Monfalcone, dove era già stato inviato da una decina di giorni il XXXIX Battaglione, per lavori di rafforzamento delle postazioni difensive. Il 22 gennaio il Reggimento venne ingrandito con il LXIV Battaglione, che tuttavia poco dopo servì come base per la creazione del nuovo 17º Reggimento bersaglieri.
L'intera II Brigata bersaglieri cominciò a rilevare la Brigata "Bergamo" sulla quota 144 del monte Debeli a partire dal 9 febbraio, rimanendo in linea fino ai primi di marzo soffrendo pesanti perdite. Tra gli altri, il 23 febbraio sulla quota 144 fu ferito anche il caporal maggiore Benito Mussolini, in forza alla 5ª Compagnia del XXXIII Battaglione dell'11º Bersaglieri. Le due brigate si alternarono in prima linea fino al 21-22 maggio, quando l'imminente azione contro la linea Jamiano-monte Flondar obbligò la II Brigata bersaglieri a schierare i suoi battaglioni per attuare il piano che prevedeva la conquista del borgo di Jamiano e delle pendici orientali di quota 144, proseguendo poi, assieme alla "Bergamo", oltre il Flondar fino al monte Ermada: l'11º Bersaglieri occupò Jamiano e il 24 maggio raggiunse il villaggio di Komarje, avanzando ancora col resto della II Brigata riuscendo a respingere i duri contrattacchi nemici del 27 e 28 maggio. Per tale azione il 7º e 11º Reggimento bersaglieri furono decorati entrambi nel 1920 con una medaglia d'argento al valor militare. Quando il 2 giugno venne rilevata dal 245º Reggimento fanteria "Siracusa" e messa a riposo, la II Brigata aveva perso 61 ufficiali e 1.391 bersaglieri.
Fino alla metà di agosto il 7º e l'11º Reggimento bersaglieri furono impegnati nel respingere i violenti contrattacchi portati avanti dalle truppe austroungariche. Il 19 agosto tutta la II Brigata bersaglieri, dopo aver rilevato la Brigata "Caserta", iniziò l'attacco diretto verso le pendici sud-occidentali del monte Ermada, terminato il giorno successivo con la conquista della sella del monte Flondar. Tra il 24 e il 26 agosto la Brigata venne messa a riposo dopo aver contato 37 ufficiali e 2.500 altri soldati caduti in azione. Dopo vari cambi di zona e di comandi superiori, la II Brigata venne destinata nel Cadore, verso cui si mise in marcia il 18 ottobre: gli uomini dell'11º Bersaglieri arrivarono nella zona di Arten (Fonzaso) il 20 ottobre e il 23 il XXVII Battaglione venne distaccato nel Monte Piana dove, assieme al 54º Reggimento fanteria "Umbria", strappò agli austroungarici la quota 2.226 persa il giorno prima. In ogni caso l'offensiva austro-tedesca che diede vita alla battaglia di Caporetto obbligò il Reggimento ad arretrare assieme al resto della II Brigata a Vidor, dove imbastì una difesa che trattenne gli avversari fino al 10 novembre, quando il ponte sul Piave fu fatto saltare e il comando di Brigata si spostò a Maser (l'11º aveva già passato il fiume il 7 novembre e il 16 successivo risultava schierato tra Trevignano e Falzè).
Il 1918 venne trascorso dall'11º Reggimento bersaglieri a presidio della linea del Piave, fino a quando il 3 novembre si imbarcò a Venezia per Trieste, dove giunsero per primi al molo Audace i battaglioni X (7º Bersaglieri) e XXXIX. Il 28 maggio intanto tornò in Italia il XV Battaglione che, dopo una permanenza in Ancona fino al 9 luglio, si spostò in zona di guerra in seno alla 2ª Divisione di assalto.

### Tra le due guerre
Nel 1920, a seguito della soppressione avvenuta l'anno precedente dell'XI Battaglione bersaglieri ciclisti, la cui bandiera nel corso del conflitto era stato decorato con tre medaglie d'argento al valor militare, la forza del reggimento venne ridotta a due battaglioni effettivi ed a un battaglione quadro.
Nel giugno del 1920 furono protagonisti della cosiddetta rivolta d'Ancona, una sommossa scoppiata per il rifiuto di alcuni militari di imbarcarsi per l'Albania.
Nel 1924 l'intero reggimento venne trasformato in Reggimento ciclisti e venne soppresso il battaglione quadro. L'11 marzo 1926, con la legge nº 396, il Reggimento si costituì su Comando, Deposito e due battaglioni, il XV e XXVII.
Partecipò alla guerra d'Etiopia del 1935 fornendo a reparti vari mobilitati 3 ufficiali e 82 soldati. Tornato a essere un normale reggimento di bersaglieri nel 1936, il 1º febbraio 1938 venne inserito nella 1ª Divisione Celere "Eugenio di Savoia".

### Seconda guerra mondiale
Lo scoppio della seconda guerra mondiale vide l'11º bersaglieri, sempre con la divisione "Eugenio di Savoia", schierato nella zona Spilimbergo-Maniago. Le previste operazioni contro la Jugoslavia comportarono, nel marzo 1941, il trasferimento attorno a San Daniele del Carso, Tomadio e Rifembergo, da dove avanzò in territorio nemico l'11 aprile. Le compagnie motocicliste del Reggimento precedettero il resto delle truppe avanzando verso Lubiana, cogliendo di sorpresa i reparti jugoslavi obbligandoli alla ritirata. In pochi giorni i bersaglieri occuparono l'intera Dalmazia: il 24 aprile l'11º Reggimento si mosse verso sud in territorio croato raggiungendo Ogulin, quindi, il 2 maggio, arrivò a Segna e Gospić, dove si trovava ancora a dicembre.
All'inizio del 1942 l'unità ritornò nella Croazia settentrionale, nella zona di Karlovac, per condurre un'attività antipartigiana diventata più intensa nel corso dell'anno, specialmente attorno ai fiumi Kupa e Guriaci. In ottobre venne spostato nella zona Sebenico-Vodizze, mentre nel giugno 1943, dopo i combattimenti sostenuti con altre unità della Divisione "Eugenio di Savoia" per conquistare il presidio di Zuta Lovka, venne trasferito a Sussak, a ridosso del confine italiano, per poi muoversi a settembre nella città croata di Tenin, diversamente dal resto della divisione che invece indietreggiò ancora verso il confine con l'Italia. L'armistizio annunciato l'8 settembre 1943 lo sorprese in territorio jugoslavo e, circondato da una divisione tedesca, venne catturato dopo un inutile tentativo di ripiegare. Il giorno dopo, 9 settembre, l'11º Bersaglieri venne sciolto. Il XXXIII Battaglione entrò poi a far parte del Corpo Italiano di Liberazione.
Con reparti a livello compagnia, l'11º Reggimento bersaglieri partecipò alle operazioni in Africa settentrionale (con la 27ª Divisione "Brescia") e in Unione Sovietica (52ª Divisione fanteria "Torino" e 9ª Divisione fanteria "Pasubio").

### 27º Battaglione bersaglieri "Jamiano"
L'11º Reggimento bersaglieri, le cui tradizioni sono state custodite, dal 1º novembre 1975, dal 27º Battaglione bersaglieri "Jamiano", venne ricostituito il 30 settembre 1992 con sede in Aviano, poi trasferito a Orcenico Superiore, frazione del comune di Zoppola (provincia di Pordenone).
Con la ristrutturazione dell'Esercito Italiano del 1975, che aboliva il livello reggimentale con i battaglione autonomi alle dirette dipendenze della brigata di appartenenza, il 1º novembre 1975, ad Aviano, venne costituito il 27º Battaglione bersaglieri "Jamiano", per trasformazione del preesistente XXXVIII battaglione bersaglieri del disciolto 132º Reggimento carri, battaglione che si era distinto intervenendo a favore delle popolazioni colpite dall'alluvione del Piave del 1966. Il 27º Battaglione Bersaglieri "Jamiano" che ha ereditato la bandiera e le tradizioni di valore dell'11º Reggimento bersaglieri, venne assegnato alla 132ª Brigata corazzata "Manin", della Divisione corazzata "Ariete", intervenendo a favore delle popolazioni colpite dal terremoto del Friuli del 1976 a Clauzetto e Osoppo, guadagnando una medaglia di bronzo al valore dell'esercito.
Nel 1986 in seguito alla riorganizzazione dell'Esercito italiano che prevedeva l'abolizione del livello divisionale, la 132ª Brigata corazzata "Manin" venne sciolta e trasformatain 132ª Brigata corazzata "Ariete".
Nel 1988 il 27º Battaglione bersaglieri "Jamiano" è intervenuto a favore della popolazione in seguito alla tromba d'aria che ha colpito Fiume Veneto e Azzano Decimo

### La ricostituzione
Nell'ambito del riordinamento della Forza Armata il battaglione perse la propria autonomia il 29 settembre 1992 ed il giorno successivo inquadrato nel ricostituito 11º Reggimento bersaglieri, con sede in Aviano, poi trasferito nell'attuale sede di Orcenico Superiore, frazione del comune di Zoppola (provincia di Pordenone).
Il 18 aprile del 1997, lo Stato Maggiore dell’Esercito con un movimento ordinativo teso a riportare in un giusto alveo storico e di tradizioni i reparti bersaglieri, stabilì che il 27º Battaglione bersaglieri "Jamiano" fosse trasformato in 11º Battaglione bersaglieri "Caprera" che trae origini, tradizioni e decorazioni dall'XI Battaglione bersaglieri ciclisti e che come segno tradizionale di appartenenza al disciolto 182º reggimento fanteria corazzata "Garibaldi" continua a portare la cravatta rossa.
Il Reggimento presto soccorso alle popolazioni del Piemonte colpite dall'alluvione del Tanaro del 1994, prestando i suoi soccorsi nella zona di Alessandria.
L'11º Reggimento bersaglieri fa parte della 132ª Brigata corazzata "Ariete".

## La composizione organica
L'11º Reggimento si compone di:
- Comando di Reggimento
- Compagnia Comando e Supporto Logistico "Sciara Sciat"
- XI Battaglione bersaglieri "Caprera"
  - 1ª Compagnia fucilieri "Jamiano"
  - 2ª Compagnia fucilieri "San Michele"
  - 3ª Compagnia fucilieri "Nasiriyya"
  - Compagnia supporto alla manovra "Assaba"

## Partecipazione alle operazioni svolte in teatro nazionale
L'11º Reggimento bersaglieri ha partecipato alle seguenti operazioni per il mantenimento dell'ordine pubblico e del controllo del territorio:
- Operazione Vespri siciliani
- Operazione Testuggine (vigilanza sul confine nord-orientale)
- G8 (Genova 2001)
- Operazione Domino
- Strade Sicure

## Partecipazione alle operazioni estere
L'11º Reggimento bersaglieri ha partecipato alle seguenti operazioni all'esterno del territorio nazionale:
- Dal luglio al novembre del 2002 partecipa all'operazione Joint Guardian in Kosovo con la Brigata multinazionale Ovest nella località di Peć;
- dal gennaio a maggio del 2004 è stato impegnato in Iraq nell'operazione Antica Babilonia inquadrato nella 132ª Brigata corazzata "Ariete" nell'area di Nasiriyya, dove è stato coinvolto in frequenti scontri a fuoco con irregolari; il 6 aprile 2004, l'occupazione dei ponti da parte di miliziani sciiti ha portato alla condotta dell'operazione Porta Pia durante la quale, con dodici feriti, ha riconquistato il controllo di due ponti occupati, costringendo successivamente i miliziani a ritirarsi anche dall'ultimo. Per tale atto viene concessa al reggimento la croce di guerra al valor militare;
- dal settembre 2005 al gennaio 2006 ha partecipato, sempre inquadrato nella Brigata "Ariete", all'operazione Antica Babilonia 8;
- dall'ottobre 2007 al maggio 2008, partecipa all'operazione Leonte 3, quale Task Force "ITALBATT 1" in Libano;
- nel 2009 è stato rispiegato di nuovo in terra libanese nel periodo maggio-ottobre sempre come ITALBATT 1, nell'operazione Leonte 6;
- da marzo a ottobre del 2011 è stato impegnato in Afghanistan nell'ambito della missione ISAF XVI. In tale contesto, sotto il comando della Brigata paracadutisti "Folgore", ha costituito la TF-C (Task Force Centre) con base a Shindand (provincia di Herat);
- da marzo a ottobre del 2012 è stato impegnato in Kosovo nell'ambito dell'operazione Joint Enterprise, costituendosi come KFOR Operational Reserve Force.

## Comandanti
Prima guerra mondiale
- Colonnello Giuseppe Barbiani, 24 maggio - 1º dicembre 1915;
- colonnello Giovanni Beruto, 3 dicembre 1915 - 13 gennaio 1917;
- tenente colonnello Giovanni Capoani, 19 gennaio - 15 febbraio 1917;
- colonnello Gino Graziani, 10 marzo 1917 - fine ostilità.

Seconda guerra mondiale
- Colonnello Vincenzo Robertiello;
- colonnello Guglielmo Mingo;
- colonnello Michele Adabbo;
- colonnello Lalli (1943).

## Onorificenze

### Alla bandiere di guerra
- Nel corso della prima guerra mondiale il Reggimento venne citato nel bollettino del Comando supremo numero 731 del 25 maggio 1917, mentre il battaglione ciclisti venne menzionato nel bollettino numero 440 del 7 agosto 1916 e nel bollettino numero 1274 del 9 novembre 1918.[3]
- All'11 Reggimento bersaglieri è stata inoltre concessa la cittadinanza onoraria dei comuni di Vittorio Veneto (1998), Zoppola (2000), Trieste (3 novembre 2008, in ricordo dell'anniversario dello sbarco del reggimento)[9] e Casarsa della Delizia (19 marzo 2012).[10] Nel gennaio del 2015 in occasione del centenario del terremoto nella marsica la città di Lecce nei Marsi concede la cittadinanza onoraria.

### Decorati
- Alfredo Santino Lutri – Pokrowskoie (Fronte russo), 11 agosto 1941.
- Stefano Cattaffi - Arbuzovka (Fronte russo), 22 dicembre 1942.

## Stemma
Lo stemma del Reggimento ha uno scudo partito: il primo d'argento alla colonna spezzata su basamento, al naturale, accostata in capo da due silfi di rosso; il secondo d'azzurro ad un monte all'italiana d'oro di tre cime uscenti dalla punta, sormontato da due gemelle pure d'oro, ondate, poste in fascia. Il tutto abbassato ad un capo d'oro caricato del quartier franco d'azzurro alla palma fruttata d'oro (Tripoli), radicata su campagna verde.
Come ornamento esteriore appare sullo scudo una corona turrita d'oro, accompagnata sotto da nastri annodati nella corona, scendenti e svolazzanti in sbarra e in banda al lato dello scudo, rappresentativi delle ricompense al Valore. Vi è poi il nastro dai colori dell'Ordine militare d'Italia accollato alla punta dello scudo con l'insegna pendente al centro. Sotto lo scudo su lista bifida d'oro, svolazzante, con la concavità rivolta verso l'alto, compare il motto "Quis ultra?" (Chi oltre noi?).

## Insegne e simboli
- Il Reggimento è l'unico della specialità Bersaglieri ad indossare la cravatta rossa, elemento distintivo del 182º Reggimento fanteria corazzata "Garibaldi" di cui l'11º Battaglione bersaglieri faceva parte.[1]
- Il Reggimento indossa il fregio dei Bersaglieri in metallo di colore oro per berretto e cappello, argento per il basco: bomba da granatiere con fiamma a sette lingue, cornetta da cacciatore simbolo della fanteria leggera e due carabine intrecciate. A differenza dei trofei delle altre armi, dove la fiamma sale dritta, quella del Bersagliere è sfuggente a destra.[12]
- Le mostrine del Reggimento sono le fiamme a due punte di colore cremisi; originariamente erano dello stesso colore del fez, poi sono diventate più scure con l'introduzione delle mostrine metalliche. Alla base della mostrina si trova la stella argentata a 5 punte bordata di nero, simbolo delle forze armate italiane. Contrariamente alle altre specialità della fanteria, non dà origine a famiglia di mostreggiature collegate.[13]

## I Comandanti dal 1992
- Col. Luigi Scollo : 2004 - 2005
- Col. Fabio Polli : 2009 - 2010

## Persone legate al Reggimento
- Benito Mussolini, assegnato al Reggimento il 13 settembre 1915 e qui promosso caporale prima e caporale maggiore poi nel 1916.[14]
- Eugenio De Rossi
- Andrea Graziani, comandò il Reggimento da aprile 1914 per circa un anno. Con il reggimento prestò i soccorsi in Marsica dopo il terremoto del 13 gennaio 1915.
- Eugenio De Renzi